# Học viện Tòa án
Học viện Tòa án (tiếng Anh là: Vietnam Court Academy - VCA) (tiền thân là: Trường Tư pháp Trung ương) là cơ sở giáo dục hàm Học viện hệ công lập thuộc hệ thống giáo dục quốc dân trực thuộc Tòa án Nhân dân Tối cao , Nhà trường hoạt động theo Luật Tổ chức Tòa án nhân dân, Luật Giáo dục đại học, Luật Giáo dục nghề nghiệp và Điều lệ trường đại học. Học viện Tòa án có tư cách pháp nhân, có con dấu và tài khoản riêng theo quy định của pháp luật.

## Sứ mệnh, tầm nhìn, giá trị cốt lõi
- Sứ mệnh: Đào tạo, bồi dưỡng nguồn nhân lực chất lượng cao, có đạo đức nghề nghiệp, có năng lực chuyên môn, nghiệp vụ, đáp ứng yêu cầu của công tác tư pháp trong bối cảnh hội nhập quốc tế.
- Tầm nhìn: Trở thành trung tâm đào tạo, bồi dưỡng, nghiên cứu khoa học và chuyển giao công nghệ pháp lý hàng đầu trong ngành Tòa án và khu vực, góp phần nâng cao chất lượng công tác xét xử, bảo đảm tôn trọng, bảo vệ, thực hiện quyền con người và công dân, phục vụ sự nghiệp Xây dựng và Bảo vệ Tổ quốc.
- Giá trị cốt lõi: Chất lượng, hiệu quả, sáng tạo, trách nhiệm, đoàn kết và phục vụ.

## Thông tin liên hệ
Số điện thoại: 0432.693.693
Email: hvta@toaan.gov.vn

## Địa chỉ
- Học viện Tòa án:
+ Trụ sở của nhà trường tại đường 282, xã Thuận An, thành phố Hà Nội, nước Việt Nam.

## Lịch sử
Sơ lược sự hình thành và phát triển của Học viện Tòa án
  Ngay từ những ngày đầu giành chính quyền, sau khi các Toà án được thiết lập theo Sắc lệnh số 13/SL ngày 13/9/1945, cùng với hoạt động của Toà án, công tác đào tạo, bồi dưỡng cho các cán bộ Toà án cũng được hình thành và phát triển. Ban đầu việc đào tạo, bồi dưỡng thực hiện thông qua các hội nghị học tập hoặc các lớp huấn luyện ngắn hạn từ 3 đến 4 tháng được tổ chức trong cả nước.
  Năm 1960, Trường Tư pháp Trung ương được thành lập trực thuộc Tòa án nhân dân tối cao (sau đổi tên thành Trường Cán bộ Tòa án, rồi Trường Cao đẳng Tòa án, có trụ sở tại Hà Nội, nay là trụ sở Trường Đại học Luật Hà Nội). Sau khi giải phóng Miền Nam thống nhất đất nước, Trường Cán bộ Tòa án cơ sở 2 được thành lập tại Thành phố Hồ Chí Minh. Hai cơ sở này chủ yếu mở các lớp đào tạo, bồi dưỡng có trình độ sơ cấp 6 tháng và trung cấp 12 tháng đồng thời, Trường mời các nhà chính trị, các chuyên gia pháp luật, chuyên gia về khoa học xã hội, chuyên gia các nước Liên Xô, Trung Quốc sang giảng bài cho một số khóa đào tạo.
  Từ năm 1972 đến năm 1979, thời gian đầu Trường mở hệ đào tạo trung cấp 14 tháng và những năm tiếp theo là 24 tháng.
  Năm 1979, Trường được nâng lên thành Trường Cao đẳng Tòa án và mở hệ đào tạo cao đẳng 36 tháng với nhiệm vụ đào tạo đội ngũ cán bộ xét xử chuyên ngành Tòa án làm nguồn bổ sung thẩm phán cho Toà án nhân dân các cấp.
  Những thế hệ cán bộ được đào tạo đã phát huy được năng lực công tác, sau khi được bổ nhiệm Thẩm phán đã thực hiện tốt công tác hòa giải, xét xử, đảm bảo đúng đường lối, quan điểm chỉ đạo của Đảng và pháp luật quy định theo từng giai đoạn lịch sử và yêu cầu của cách mạng Việt Nam. Có thể khẳng định, hầu hết các chức danh tư pháp trong ngành Tòa án đều do các Trường Cán bộ Tòa án đào tạo, bồi dưỡng và thể hiện được phẩm chất chuyên môn, năng lực công tác; và rất nhiều các đồng chí lãnh đạo Tòa án các cấp và nhiều cơ quan tư pháp khác hiện nay, đều được đào tạo và trưởng thành từ những mái trường này.
  Năm 1982, do yêu cầu nhiệm vụ chung, Tóa án Nhân dân Tối cao đã chuyển giao công tác quản lý các Tòa án địa phương về tổ chức sang Bộ Tư pháp nên Trường Cao đẳng Tòa án cũng được sáp nhập với Trường Đại học Pháp lý Hà Nội (nay là Trường Đại học Luật Hà Nội) trực thuộc Bộ Tư pháp. Chương trình đào tạo của Trường có thời gian là 48 tháng, người học được trang bị hệ thống kiến thức về pháp luật cơ bản chung nhất, sau khi tốt nghiệp các học viên được cấp bằng Cử nhân Luật và một số được tuyển dụng làm việc tại toà án, đây là nguồn để Chủ tịch nước bổ nhiệm thẩm phán toà án các cấp theo quy định của Luật Tổ chức Toà án Nhân dân năm 1992.
 Từ khi sáp nhập, tuy không còn cơ sở đào tạo, bồi dưỡng, nhưng trong giai đoạn này, việc tập huấn bồi dưỡng kiến thức chuyên môn và kinh nghiệm, kỹ năng xét xử xét xử vẫn được duy trì thường xuyên qua các Hội nghị chuyên đề.
 Năm 1994, sau khi tách ra khỏi Trường Đại học Pháp lý Hà Nội (nay là Trường Đại học Luật Hà Nội) trực thuộc Bộ Tư pháp; Trường Cán bộ Tòa án trực thuộc Tòa án Nhân dân Tối cao được thành lập trở lại do Ủy ban Thường vụ Quốc hội phê chuẩn Nghị quyết số 210/UBTVQH khóa IX ngày 20-5-1994 và Quyết định thành lập số 100/TCCB ngày 23-8-1994 của Chánh án TANDTC.
Ngày 30/7/2015, Thủ tướng Chính phủ ký Quyết định số 1191/QĐ-TTg thành lập Học viện Tòa án trên cơ sở nâng cấp và đổi tên Trường Cán bộ Tòa án. Theo Quyết định này, Học viện Tòa án có trụ sở chính tại thành phố Hà Nội và phân viện tại thành phố Hồ Chí Minh. Học viện Tòa án là cơ sở giáo dục hàm Học viện hệ công lập trong hệ thống giáo dục quốc dân trực thuộc Tòa án Nhân dân Tối cao.
Thực trạng về cơ cấu, tổ chức và hoạt động của Học viện Tòa án từ khi được thành lập lại (1994) đến nay
 Giai đoạn từ 1994 đến 2002
  Cơ cấu tổ chức của Trường, gồm có Ban giám hiệu và 02 phòng chức năng là Phòng Giáo vụ và Phòng Hành chính - Quản trị
  Trường Cán bộ Toà án có chức năng chủ yếu là tập huấn, bồi dưỡng nghiệp vụ chuyên môn cho thẩm phán, cán bộ của ngành và thực hiện nhiệm vụ hỗ trợ giảng viên, tài liệu bồi dưỡng Hội thẩm nhân dân cho Tòa án nhân dân các địa phương.
  Công tác tập huấn, bồi dưỡng cho Tòa án nhân dân các địa phương gặp nhiều khó khăn do Bộ Tư pháp quản lý về mặt tổ chức các Tòa án địa phương
 Giai đoạn từ 2002 đến 2012
  Về cơ cấu, tổ chức không thay đổi nhưng do từ năm 2002 Tòa án nhân dân tối cao quản lý về mặt tổ chức các Tòa án địa phương, nên công tác tập huấn toàn ngành được quan tâm và thuận lợi hơn nhưng vẫn còn rất nhiều khó khăn.
  Về cơ sở vật chất và đội ngũ cán bộ của Trường vẫn chưa đuợc tăng cường củng cố đúng mức. Những năm đầu, Trường Cán bộ Toà án tập trung tập huấn cho thẩm phán Tòa án nhân dân cấp tỉnh, việc tập huấn cho thẩm phán, cán bộ Tòa án nhân dân cấp huyện chủ yếu do Chánh án Tòa án nhân dân cấp tỉnh chịu trách nhiệm. Những năm về sau,Trường mới có những khởi sắc và phát triển, công tác tập huấn, bồi dưỡng cho Thẩm phán bắt đầu được thực hiện cho Thẩm phán cấp tỉnh và cấp huyện toàn ngành.
  Công tác bồi dưỡng nghiệp vụ cho thư ký, thẩm tra viên chưa được tiến hành thường xuyên.
  Đội ngũ giảng viên của Trường chủ yếu là giảng viên kiêm nhiệm, Trường chưa có đội ngũ giảng viên cơ hữu và chuyên trách. Vì vậy, Trường Cán bộ Tòa án chủ yếu làm nhiệm vụ tổ chức các lớp bồi dưỡng nghiệp vụ, chưa thực sự hoạt động như cơ sở giáo dục.
  Đối với đội ngũ giảng viên kiêm chức của Trường, chưa có quy chế làm việc rõ ràng, vì vậy, hoạt động của Trường còn bị động và hiệu quả chưa cao.
  Bên cạnh những khó khăn trên, việc chưa có quy chế bồi dưỡng bắt buộc đối với thẩm phán, cán bộ tòa án cũng tạo ra những bất cập trong công tác đào tạo, bồi dưỡng cán bộ. Thẩm phán, cán bộ tòa án chưa nhận thức được tầm quan trọng của yêu cầu nâng cao nghiệp vụ cũng như chưa ý thức trách nhiệm trong việc học tập, nên hoạt động đào tạo, bồi dưỡng đạt hiệu quả chưa cao, vị thế của Trường còn hạn chế, chậm đổi mới, chậm phát triển.
  Công tác đào tạo, bồi dưỡng của Tòa án nhân dân tối cao chưa được tổ chức và quản lý thống nhất. Hiện nay, có nhiều đơn vị cùng thực hiện nhiệm vụ tổ chức tập huấn, bồi dưỡng nghiệp vụ làm cho công tác đào tạo, bồi dưỡng cán bộ của ngành trở nên chồng chéo, thiếu thống nhất về nội dung tài liệu và quan điểm nghiệp vụ gây khó khăn trong việc áp dụng thống nhất pháp luật. Cách tổ chức như hiện nay dẫn đến tình trạng sử dụng kinh phí đào tạo, bồi dưỡng kém hiệu quả, đồng thời việc quản lý và đánh giá công tác đào tạo, bồi dưỡng cán bộ không tập trung và thiếu chính xác.
Giai đoạn từ 2012 đến 30/7/2015
  Trước thực trạng nêu trên, Ban Cán sự Đảng và Lãnh đạo Tòa án nhân dân tối cao chỉ đạo xây dựng Đề án "Nâng cao năng lực và mở rộng quy mô Trường Cán bộ Tòa án" nhằm chuẩn hóa công tác đào tạo, bồi dưỡng nghiệp vụ cho Thẩm phán, Thẩm tra viên, Thư ký Tòa án và cán bộ của ngành Tòa án nhằm từng bước xây dựng đội ngũ cán bộ của ngành có chất lượng cao, đủ năng lực chuyên môn, phẩm chất đạo đức đáp ứng được yêu cầu chung của phát triển của đất nước cũng như chiến lược Cải cách tư pháp đã được chỉ đạo trong Nghị quyết 49, Nghị quyết 08 của Bộ Chính trị.
  Ngày 03/6/2011, Chánh án Tòa án nhân dân tối cao phê duyệt Đề án nâng cao và mở rộng quy mô Trường Cán bộ Tòa án
  Đề án "Nâng cao năng lực và mở rộng quy mô Trường Cán bộ Tòa án" đã được Chánh án Tòa án nhân dân tối cao phê duyệt năm 2011, là tổng thể những mục tiêu, nội dung cũng như các giải pháp, lộ trình thực hiện nhằm mở rộng và phát triển Trường Cán bộ Tòa án đến năm 2020 gồm 3 giai đoạn: giai đoạn 1: từ năm 2011 - 2012; giai đoạn 2: từ 2013 - 2015; giai đoạn 3: từ 2016 - 2020. Thực hiện các nội dung của giai đoạn 1 (từ 2011 - hết 2012), Trường Cán bộ Tòa án đã thực hiện một loạt các giải pháp mới, đồng bộ về từ cơ cấu tổ chức bộ máy trong quản lý và hoạt động đào tạo, bồi dưỡng của Trường.
Về cơ cấu, tổ chức
  Ngày 21/3/2012, Chánh án Tòa án nhân dân tối cao ký quyết định số 509/QĐ-TCCB về việc thành lập Hội đồng Trường Cán bộ Tòa án do Chánh án Tòa án nhân dân tối cao làm chủ tịch hội đồng. Hội đồng Trường có chức năng hoạch định các chủ trương lớn về chương trình đào tạo, đào tạo lại, bồi dưỡng, tập huấn nghiệp vụ dài hạn hoặc ngắn hạn cho từng chức danh công chức ngành Tòa án nhân dan và bảo đảm sự thống nhất giáo trình tài liệu giảng dạy, giảng viên, kế hoạch tổ chức thực hiện và các vấn đề quan trọng khác liên quan đến hoạt động của Trường.
  Ngày 03/4/2012, Chánh án Tòa án nhân dân tối cao tiếp tục ký quyết định số 559/QĐ-TCCB về cơ cấu tổ chức của Trường Cán bộ Tòa án. Cơ cấu tổ chức của Trường Cán bộ Tòa án nhân dân tối cao gồm có các đơn vụ chức năng sau:
1. Phòng Giáo vụ;
2. Phòng Tổ chức - Hành chính;
3. Phòng Quản trị - Tài vụ;
4. Phòng Hợp tác đào tạo;
5. Khoa Thẩm phán;
6. Khoa Công chức Tòa án.
Về chức năng, nhiệm vụ
  Tại phiên họp ngày 21/12/2012 của Ban chấp hành trung ương, Bộ Chính trị đã có kết luận: Đồng ý để Tòa án nhân dân tối cao được đào tạo nghề Thẩm phán và đào tạo bậc đại học chuyên ngành, tiến tới thành lập Học viện Tòa án. (Thông báo số 116/TB/TW ngày 27/12/2012 của Bộ Chính trị).
  Như vậy, sau 18 năm, Trường đã có sự thay đổi và phát triển cả về cơ cấu tổ chức và chức năng, nhiệm vụ. Từ chỗ Trường chỉ có Ban giám hiệu và 02 phòng chức năng là Phòng Giáo vụ và Phòng Hành chính - Quản trị khi được thành lập lại năm 1994, chức năng, nhiệm vụ chủ yếu là tập huấn, bồi dưỡng cho cán bộ của ngành;
  Đến nay cơ cấu tổ chức của Trường đã bao gồm: Hội đồng Trường, Ban giám hiệu và 06 phòng, khoa chức năng. Trường Cán bộ Tòa án đã có đầy đủ chức năng, nhiệm vụ đào tạo, tập huấn, bồi dưỡng theo quy định của Luật Giáo dục
Giai đoạn từ 30/7/2015 đến nay
Đang cập nhật...

## Tên gọi qua các thời kỳ
Học viện Tòa án đã từng trải qua rất nhiều tên gọi khác nhau:
- Trường Tư pháp Trung ương (1960 - 1979)
- Trường Cao đẳng Tòa án (1979 - 1982)
- Sáp nhập vào Trường Đại học Pháp lý Hà Nội (nay là Trường Đại học Luật Hà Nội) (1982 - 1994)
- Trường Cán bộ Tòa án (1994 - 2015)
- Học viện Tòa án (2015 - nay)

## Lãnh đạo hiện nay
- Giám đốc: PGS. TS. Nguyễn Đức Hạnh (Nguyên Hiệu trưởng Trường Đào tạo, bồi dưỡng nghiệp vụ kiểm sát tại Thành phố Hồ Chí Minh)
- Phó Giám đốc: TS. Đặng Thị Thơm
- Phó Giám đốc: TS. Lê Hữu Du
- Phó Giám đốc: TS. Nguyễn Minh Sử

## Cơ cấu tổ chức
Cơ cấu tổ chức của Học viện Tòa án được quy định tại Khoản 1 Điều 3 Quyết định số 386/2016/QĐ-TANDTC ngày 25/3/2016 về chức năng, nhiệm vụ, quyền hạn và cơ cấu tổ chức của Học viện Tòa án do Chánh án Tòa án nhân dân tối cao ban hành, cụ thể như sau:
a) Hội đồng Học viện
Hội đồng Học viện là tổ chức quản trị đại diện quyền sở hữu của Học viện Tòa án, có nhiệm vụ và quyền hạn theo quy định của Điều lệ trường đại học, Luật tổ chức Tòa án nhân dân và các văn bản pháp luật có liên quan.
Hội đồng Học viện gồm có Chủ tịch, Thư ký và các thành viên; được tổ chức và hoạt động theo Quy chế tổ chức và hoạt động của Học viện Tòa án và các quy định của pháp luật có liên quan. Quy chế tổ chức và hoạt động của Học viện Tòa án do Giám đốc Học viện Tòa án ban hành theo Nghị quyết của Hội đồng Học viện.
Danh sách thành viên Hội đồng Học viện do Chánh án Tòa án nhân dân tối cao quyết định theo đề nghị của Giám đốc Học viện Tòa án.
b) Giám đốc và các Phó Giám đốc
Giám đốc Học viện là người đại diện theo pháp luật của Học viện Tòa án, chịu trách nhiệm trực tiếp quản lý và điều hành các hoạt động của Học viện Tòa án. Giám đốc Học viện Tòa án do Chánh án Tòa án nhân dân tối cao bổ nhiệm, chịu trách nhiệm trước Chánh án Tòa án nhân dân tối cao và trước pháp luật về việc thực hiện các nhiệm vụ, quyền hạn được giao cho Học viện Tòa án.
Phó Giám đốc Học viện giúp Giám đốc điều hành một số hoạt động của Học viện Tòa án, được Giám đốc phân công trực tiếp quản lý một số lĩnh vực, nhiệm vụ công tác. Phó Giám đốc Học viện Tòa án do Chánh án Tòa án nhân dân tối cao bổ nhiệm, chịu trách nhiệm trước Giám đốc Học viện và trước pháp luật về những lĩnh vực, nhiệm vụ công tác được phân công, số lượng Phó Giám đốc Học viện Tòa án không quá 03 người.
c) Các đơn vị thuộc Học viện Tòa án:
- Khoa Đào tạo đại học;
- Khoa Đào tạo sau đại học;
- Khoa Đào tạo Thẩm phán;
- Khoa Đào tạo Thẩm tra viên, Thư ký Tòa án;
- Phòng Đào tạo và khảo thí;
- Phòng Quản lý Học viên;
- Phòng Tổ chức - Cán bộ;
- Phòng Kế hoạch - Tài chính;
- Phòng Nghiên cứu khoa học Tòa án;
- Phòng Tư liệu và Thư viện;
- Văn phòng Học viện;
- Trung tâm Bồi dưỡng cán bộ;
- Phân viện Học viện Tòa án tại thành phố Hồ Chí Minh.
Chức năng, nhiệm vụ cụ thể của Văn phòng, khoa, phòng, trung tâm, phân viện của Học viện Tòa án do Giám đốc Học viện Tòa án quy định trong Quy chế tổ chức và hoạt động của Học viện Tòa án. Khoa đào tạo sau đại học thành lập khi đáp ứng đầy đủ các điều kiện theo quy định.
Văn phòng và mỗi đơn vị khoa, phòng, trung tâm, phân viện của Học viện Tòa án có cấp trưởng và các cấp phó. Số lượng cấp phó không quá 02 người.

## Nhiệm vụ, quyền hạn
Tại phiên họp ngày 21/12/2012 của Ban chấp hành trung ương, Bộ Chính trị đã có kết luận: Đồng ý để Tòa án nhân dân tối cao được đào tạo nghề Thẩm phán và đào tạo bậc đại học chuyên ngành, tiến tới thành lập Học viện Tòa án. (Thông báo số 116-TB/TW ngày 27/12/2012 của Bộ Chính trị). 
  Như vậy, sau 18 năm, Trường đã có sự thay đổi và phát triển cả về cơ cấu tổ chức và chức năng, nhiệm vụ. Từ chỗ Trường chỉ có Ban giám hiệu và 02 phòng chức năng là Phòng Giáo vụ và Phòng Hành chính - Quản trị khi được thành lập lại năm 1994, chức năng, nhiệm vụ chủ yếu là tập huấn, bồi dưỡng cho cán bộ của ngành. 
  Theo Quyết định số 386/2016/QĐ-TANDTC thì Học viện Toà án có những nhiệm vụ, quyền hành sau:
1. Xây dựng và trình Chánh án Tòa án nhân dân tối cao phê duyệt Chiến lược công tác đào tạo, bồi dưỡng dài hạn, 05 (năm) năm và kế hoạch đào tạo, bồi dưỡng hàng năm của Học viện.
2. Tổ chức các hoạt động đào tạo, bao gồm:
a) Đào tạo đại học, sau đại học chuyên ngành luật;
b) Đào tạo Nghiệp vụ xét xử để tạo nguồn Thẩm phán;
c) Đào tạo nghiệp vụ phục vụ công tác thi nâng ngạch Thẩm phán, Thẩm tra viên, Thư ký Tòa án;
d) Phối với cơ quan chức năng, đào tạo nghiệp vụ phục vụ công tác thi nâng ngạch công chức khác trong các Tòa án nhân dân theo quy định của pháp luật.
3. Tổ chức các hoạt động bồi dưỡng, tập huấn, bao gồm:
a) Bồi dưỡng cán bộ lãnh đạo, quản lý Tòa án nhân dân các cấp;
b) Bồi dưỡng chuyên môn, nghiệp vụ và phối hợp với các đơn vị chức năng của Tòa án nhân dân tối cao phổ biến kiến thức pháp luật mới cho các chức danh tư pháp;
c) Bồi dưỡng cập nhật kiến thức pháp luật cho Hội thẩm Tòa án nhân dân;
d) Bồi dưỡng, tập huấn nghiệp vụ tổ chức cán bộ, kế hoạch tài chính, văn phòng, văn thư lưu trữ, thống kê tổng hợp.... cho cán bộ, công chức Tòa án nhân dân các cấp.
4. Tổ chức biên soạn, thẩm định, phát hành giáo trình, bài giảng, tài liệu tham khảo và các tài liệu khác phục vụ công tác giảng dạy, học tập và nghiên cứu khoa học.
5. Xây dựng các chương trình, kế hoạch và giải pháp bảo đảm chất lượng công tác đào tạo, bồi dưỡng; thường xuyên tự đánh giá chất lượng công tác đào tạo, bồi dưỡng theo quy định của pháp luật và các yêu cầu của Tòa án nhân dân.
6. Cấp văn bằng, chứng chỉ đào tạo, bồi dưỡng theo quy định của pháp luật.
7. Tổ chức thực hiện các hoạt động nghiên cứu khoa học, ứng dụng và phát triển kết quả nghiên cứu khoa học nhằm nâng cao chất lượng đào tạo, bồi dưỡng và phục vụ hoạt động của Tòa án nhân dân.
8. Hợp tác, liên kết với các cơ sở đào tạo trong nước và nước ngoài trong công tác đào tạo, bồi dưỡng, nghiên cứu khoa học theo chỉ đạo của Chánh án Tòa án nhân dân tối cao và các chương trình, kế hoạch của Học viện.
9. Xây dựng và phát triển hệ thống thông tin, tư liệu, thư viện đáp ứng yêu cầu nâng cao chất lượng công tác đào tạo, bồi dưỡng và nghiên cứu khoa học.
10. Thực hiện chế độ tài chính, kế toán theo quy định của pháp luật và phân cấp của Tòa án nhân dân tối cao.
11. Sử dụng, quản lý cơ sở vật chất, tài sản, trang thiết bị, phương tiện được trang bị theo quy định của pháp luật và Tòa án nhân dân tối cao.
12. Huy động, quản lý và sử dụng các nguồn lực tài chính theo quy định của pháp luật và phân cấp của Tòa án nhân dân tối cao.
13. Tổ chức thực hiện công tác thi đua, khen thưởng theo quy định của pháp luật và phân cấp của Tòa án nhân dân tối cao.
14. Giải quyết khiếu nại, tố cáo; thực hiện công tác phòng, chống tham nhũng tiêu cực; thực hành tiết kiệm, chống lãng phí trong hoạt động của Học viện Tòa án; thực hiện công tác thanh tra, kiểm tra theo quy định của pháp luật.
15. Thực hiện chế độ thống kê, thông tin, báo cáo định kỳ hoặc đột xuất về các lĩnh vực, nhiệm vụ thuộc chức năng của Học viện Tòa án theo quy định của pháp luật và quy định của Tòa án nhân dân tối cao.
16. Tổ chức thực hiện quy chế dân chủ cơ sở, xây dựng nếp sống văn hóa, tạo môi trường sư phạm trong Học viện Tòa án.
17. Thực hiện các nhiệm vụ khác do Chánh án Tòa án nhân dân tối cao giao.

## Khen thưởng
- Bằng khen của Ủy ban Pháp luật Quốc tế - ILC
- Giải thưởng Quốc tế về Pháp luật và Nhân quyền của Bộ Ngoại giao Hợp chủng quốc Hòa Kỳ
- Huân chương Lao động của nước Việt Nam
- Bằng khen của Bộ Tư pháp
- Bằng khen của Bộ Công an
- Bằng khen của Tổng cục Thuế
- Bằng khen của Tòa án Nhân dân Tối cao
- Và nhiều các danh hiệu, phần thưởng cao quý khác v.v..